# Dimethylphosphonat
Dimethylphosphonat ist eine chemische Verbindung aus der Gruppe der Phosphonate. Sie liegt in Form einer farblosen und schwer entzündlichen Flüssigkeit vor.

## Gewinnung und Darstellung
Dimethylphosphonat wird in geschlossenen Systemen durch Reaktion von Phosphortrichlorid mit Methanol oder Natriummethanolat dargestellt.
{\displaystyle \mathrm {PCl_{3}+3\ CH_{3}OH\longrightarrow (CH_{3}O)_{2}P(O)H+CH_{3}Cl+2\ HCl} }
Im Jahr 2002 lag die weltweite Produktionsmenge zwischen drei- und fünfzehntausend Tonnen pro Jahr, wobei ein Drittel davon durch die Bayer AG in Europa hergestellt wurde.

## Eigenschaften
Dimethylphosphonat ist in Wasser unter Hydrolyse löslich. Die wässrige Lösung reagiert stark sauer. Bei Erwärmung auf Temperaturen oberhalb von 220 °C zersetzt es sich zu Phosphoroxiden. Mittels DSC wurde ab 190 °C eine stark exotherme Zersetzungsreaktion mit einer Zersetzungswärme von −150 kJ·mol−1 bzw. −1340 kJ·kg−1 gemessen. Dimethylphosphonat besitzt eine Viskosität von 1,4 mPa·s und eine Oberflächenspannung von 37,6 mN/m bei 20 °C.
Seine Dämpfe können beim Erhitzen über den Flammpunkt (70 °C) hinaus mit Luft ein explosionsfähiges Gemisch bilden.

## Verwendung
Dimethylphosphonat wird als Zwischenprodukt bei der Herstellung verschiedener chemischer Verbindungen verwendet. So z. B. für Oxoverbindungen und zur Addition von Alkenen, wobei diese wiederum unter anderem als Korrosionsschutzmittel, Pestizide und Pharmazeutika und Flammschutzmittel verwendet werden.

## Risikobewertung
Dimethylphosphonat ist als krebserzeugend, Kategorie 2 eingestuft.
Dimethylphosphonat zählt zu den chemischen Substanzen, die in großen Mengen hergestellt werden („High Production Volume Chemical“, HPVC) und für die von der Organisation für wirtschaftliche Zusammenarbeit und Entwicklung (OECD) eine Datensammlung zu möglichen Gefahren („Screening Information Dataset“, SIDS) angefertigt wurde.
Dimethylphosphonat wurde 2012 von der EU gemäß der Verordnung (EG) Nr. 1907/2006 (REACH) im Rahmen der Stoffbewertung in den fortlaufenden Aktionsplan der Gemeinschaft (CoRAP) aufgenommen. Hierbei werden die Auswirkungen des Stoffs auf die menschliche Gesundheit bzw. die Umwelt neu bewertet und ggf. Folgemaßnahmen eingeleitet. Ursächlich für die Aufnahme von Dimethylphosphonat waren die Besorgnisse bezüglich der Einstufung als CMR-Stoff, Verbraucherverwendung, hoher (aggregierter) Tonnage, hohes Risikoverhältnis (Risk Characterisation Ratio, RCR) und weit verbreiteter Verwendung. Die Neubewertung fand ab 2012 statt und wurde von den Niederlanden durchgeführt. Anschließend wurde ein Abschlussbericht veröffentlicht.

## Regulierung
Über den Safe Drinking Water and Toxic Enforcement Act of 1986 besteht in Kalifornien seit 11. August 2023 eine Kennzeichnungspflicht für Produkte, die Dimethylphosphonat enthalten.